# Valerio Massimo Manfredi
Valerio Massimo Manfredi, italijanski zgodovinar, arheolog, novinar in pisatelj, * 1943, Italija.

## Dela

### TrilogijaAleksander Veliki
- Il figlio del sogno (Sin sanj, 1998)
- Le sabbie di Amon (Amonove sipine, 1998)
- Il confine del mondo (Na koncu sveta, 1998)

## Drugo
- Lo scudo diTalos (Talosov ščit, 2002)
- L'ultima legione (Poslednja legija, 2003)
- Le paludi di Hesperia' (Talisman troje, 2004)
- L'impero dei draghi (Cesarstvo zmajev, 2005)

* Opomba: našteta so le nekatera dela.

1. 1 2  Internet Speculative Fiction Database — 1995.